# 椋木ななつ
椋木 ななつ（むくのき ななつ）は、日本の漫画家。

## 来歴
『無邪気な魔女と僕の日常』が『ヤングエース』（KADOKAWA）の付録小冊子『アカツキ』に掲載。新人の作品が集められた同誌で人気投票1位を獲得し、2014年12月、『ヤングエース』2015年2月号より同作の連載が開始。2015年5月号にて完結。
2016年11月18日発売の『コミック百合姫』（一迅社）が2017年1月号から月刊化され、その記念に10作品の新連載が開始。その1作として『私に天使が舞い降りた!』が開始。同作は2019年1月にテレビアニメ化され、2022年10月14日からは劇場版アニメが放映された。2025年4月17日発売の『コミック百合姫』6月号で完結。

## 作品リスト

### 漫画作品

#### 連載
- いなり、よんこま、恋いろは。（『月刊少年エース』2013年5月号増刊号 - 2013年10月号増刊号）
- 無邪気な魔女と僕の日常（『ヤングエース』2015年2月号[2] - 2015年5月号[3]） - 単行本未刊行。
- 私に天使が舞い降りた!（『コミック百合姫』2017年1月号[4] - 2025年6月号[7]）

#### 読み切り
- きょうすけと（原作：伏見つかさ、『俺の妹がこんなに可愛いわけがない コミックアンソロジー』2011年） - 『俺の妹がこんなに可愛いわけがない』のアンソロジー寄稿作品。
- 夜空×プリン×星奈（原作：平坂読、『僕は友達が少ない 公式アンソロジーコミック』3巻、2013年[8]） - 『僕は友達が少ない』のアンソロジー寄稿作品。
- 無邪気な魔女と僕の日常（『ヤングエース』2014年4月号付録小冊子『アカツキ』第弐号）
- わたしたちの不適切な関係（『まんがライフSTORIA』Vol.15 - Vol.16[9]）
- かべどん！（原作：なもり、『ゆるゆりアンソロジー 10周年記念ver.』2019年[10]） - 『ゆるゆり』のアンソロジー寄稿作品。
- とある佐天の風紀違反（『とある科学の超電磁砲 with とある科学の一方通行 コミックアンソロジー Dear』2020年） - 『とある科学の超電磁砲』のアンソロジー寄稿作品。
- ウクレレと先輩（原作：竹嶋えく、『ささやくように恋を唄う 公式コミックアンソロジー』2024年） - 『ささやくように恋を唄う』のアンソロジー寄稿作品。

### 書籍
- 『いなり、よんこま、恋いろは。』、KADOKAWA〈角川コミックス・エース〉2013年、全1巻
- 『私に天使が舞い降りた!』、一迅社〈百合姫コミックス〉2017年 - 2025年、全16巻

### その他
- ゆるゆり コミックアンソロジー VOL.2（アンソロジーコミック、2011年）イラスト
- 『Febri』Vol.53（一迅社、2019年2月14日発売[11]）インタビュー収録[11]
- ゆるゆり10周年記念本 ゆるゆりX（2019年[10]）「ゆるゆりトリビュート」コーナー寄稿[10]
- 恋する小惑星（テレビアニメ、2020年）第一話エンドイラスト
- きんいろモザイクThank you!!（劇場アニメ、2021年）応援コメント[12]